# Drax the Destroyer
Drax the Destroyer, beter bekend als kortweg Drax, is een personage uit de strips van Marvel Comics. Hij verscheen voor het eerst in The Invincible Iron Man #55 (februari 1973) en werd bedacht door Jim Starlin en Mike Friedrich.
De Nederlandse stem van Drax the Destroyer Timo Bakker, voorheen waren dit Juliann Ubbergen en Maxim Slepica.

## Fictieve biografie
Drax is in de strips eerst beter bekend als een mens genaamd Arthur Sampson Douglas, maar nadat superschurk Thanos zijn vrouw en dochter heeft vermoord, verandert alles. Arthurs geest wordt in een compleet nieuw en krachtig lichaam geplaatst om de strijd aan te kunnen tegen Thanos en zo ontstaat Drax the Destroyer. Later wordt hij lid van de superheldengroep Guardians of the Galaxy.

## In andere media

### Marvel Cinematic Universe
Sinds 2014 verscheen dit personage in het Marvel Cinematic Universe en wordt vertolkt door Dave Bautista. Echter wordt Drax in animatie projecten ingesproken door Fred Tatasciore. 

De filmvariant van Drax is bijna gelijk als het personage in de comics. Zijn vrouw en dochter werden vermoord door Thanos en Drax leeft ervoor om Thanos hiervoor te laten boeten. Wanneer hij Gamora, de dochter van Thanos, tegen het lijf loopt, wil hij haar eerst aanvallen. Al snel begrijpt hij dat Gamora Thanos net zoveel haat als hij en hij besluit om samen met haar, Star-Lord, Rocket Raccoon en Groot de groep Guardians of the Galaxy te vormen om zo het heelal te beschermen tegen onder andere Ronan the Accuser en Thanos. In deze films is Drax the Destroyer ook geen mens maar een onbekende niet nader genoemde soort. Samen met de superheldengroep gaat hij later de strijd aan tegen Thanos. Doordat Thanos alle oneindigheidsstenen weet te bemachtigen roeit hij het halve universum uit, hierbij vergaat Drax tot as. Vijf jaar later gaan de overgebleven Avengers op missie om terug in de tijd te gaan zodat ze de oneindigheidsstenen voor Thanos weten te bemachtigen, en daarmee zijn daden ongedaan maken. Dit lukt waardoor Drax en rest van de tot as vergaande mensen weer tot leven komen, samen met alle Avengers strijden ze tegen Thanos en zijn mannen. Na Rocket's leven te hebben gered en de High Evolutionary verslagen is, verlaat Drax het team van de Guardians of the Galaxy om op de kind experimenten te passen op de oude thuisbasis van de Guardians of the Galaxy, Knowhere. Drax the Destroyer is onder andere te zien in de volgende films en serie:
- Guardians of the Galaxy (2014)
- Guardians of the Galaxy Vol. 2 (2017)
- Avengers: Infinity War (2018)
- Avengers: Endgame (2019)
- What If...? (2021-2023) (stem ingesproken door Fred Tatasciore) (Disney+)
- Thor: Love and Thunder (2022)
- I Am Groot (2022) (stem ingesproken door Fred Tatasciore) (Disney+)
- The Guardians of the Galaxy Holiday Special (2022) (Disney+)
- Guardians of the Galaxy Vol. 3 (2023)

### Computerspelen
Sinds 2014 is er een verzamelfiguur van het personage Drax the Destroyer voor het computerspel Disney Infinity. Zodra deze figuur op een speciale plaats wordt gezet, verschijnt het personage online in het spel. De Nederlandse stem wordt ingesproken door Juliann Ubbergen.